# Geoffrey Wigoder
Pour les articles homonymes, voir Wigoder.
Geoffrey Wigoder (גפרי ויגודר), né à Leeds le 3 août 1922 et mort à Jérusalem le 9 avril 1999, est un historien, universitaire et encyclopédiste israélien d'origine britannique. Spécialiste de la culture juive, il fut le rédacteur en chef de la première édition de l'Encyclopaedia Judaica. Il écrivit de nombreux ouvrages à caractère encyclopédique sur l'histoire, l'archéologie, la religion et le cinéma.

## Biographie
Après des études à Trinity College (Dublin), Geoffrey Wigoder obtint son doctorat d'histoire médiévale juive à l'université d'Oxford puis continua sa formation au Jewish Theological Seminary of America (séminaire rabbinique conservateur de New York). En 1949, il émigra en Israël, où il travailla d'abord comme journaliste de presse et chroniqueur à la radio. Il fut l'un des responsables de la station The Voice of Zion to the Diaspora, et devint correspondant du Yorkshire Post et de la BBC à Jérusalem. En tant que tel, il « couvrit » jour après jour les développements du procès d'Eichmann. De 1960 à 1967, il dirigea les programmes d'Israël à destination de l'étranger.
Professeur d'histoire à l'université hébraïque de Jérusalem, Wigoder collabora avec Cecil Roth à l'édition New Standard de la Jewish Encyclopedia et à l'élaboration de l'Encyclopaedia Judaica. À la mort de Roth en 1970, il prit sa suite et devint le rédacteur en chef de cette nouvelle encyclopédie, dirigeant une équipe de 2 000 personnes.
Ses autres publications incluent notamment l'Oxford Dictionary of Judaism, une concordance de la Bible et une Encyclopaedia of the Jewish Religion, Jewish Art and Civilization.
Il rassembla les archives nécessaires à la création d'une encyclopédie des communautés juives disparues dans la Shoah. L'ouvrage parut en collaboration avec Shmuel Spector, avec une préface d'Elie Wiesel, sous le titre The Encyclopedia of Jewish Life Before and During the Holocaust, en 3 volumes, publié par Yad Vashem en 2001. Les recherches effectuées par Wigoder aboutirent à la fondation de Beth Ha-Tefutsoth, le musée Nahum-Goldmann de la Diaspora juive, et du centre cinématographique Steven-Spielberg.
Pionnier du dialogue inter-religieux, Geoffrey Wigoder consacra une large part de son temps à l'étude des relations judéo-chrétiennes, sur lesquelles il écrivit un dictionnaire. Il fut pendant plus de 20 ans le représentant d'Israël à l'International Jewish Committee for Inter-Religious Consultations, dont il devint le président.

## Œuvres traduites en français
- Art et Civilisation du peuple juif, 2 vol., 1973
- Geoffrey Wigoder dir., Dictionnaire encyclopédique du judaïsme, Cerf-Robert Laffont (Bouquins), 1996  (ISBN 978-2221080993)